# Owalnik
Owalnik (Omophron) – rodzaj chrząszczy z rodziny biegaczowatych i podrodziny owalników. Obejmuje ponad 70 opisanych gatunków. Zamieszkują głównie półkulę północną, tylko w Afryce docierając na półkulę południową. Zasiedlają pobrzeża wód.

## Morfologia

### Owady dorosłe
Chrząszcze o niewielkim (u gatunków europejskich długości od 4,5 do 9 mm), w zarysie owalnym lub okrągłym, w wierzchu wypukłym ciele. Ubarwienie mają żółtawe z metalicznie zielonymi lub brązowymi znakami. Głowa jest krótka, wyraźnie poprzeczna, zaopatrzona w jedenastoczłonowe czułki. Tarczka jest niewidoczna od zewnątrz, zakryta tylnym płatem przedplecza. Na pokrywach występują rzędy dodatkowe. Przedpiersie ma bardzo szeroki wyrostek międzybiodrowy, całkowicie zasłaniający śródpiersie. Panewki bioder przedniej pary są zamknięte od strony zewnętrznej. Odnóża przedniej pary mają na goleniach ostrogę służącą kopaniu w podłożu.

### Larwy
Larwy są typu kampodeowego z modyfikacjami do kopania w podłożu. Prognatyczna głowa jest w widoku bocznym wyraźnie klinowata i odznacza się tylnymi bruzdami tentorialnymi przesuniętymi na tylną krawędź spodniej ściany puszki głowowej. Nasale jest silnie wykształcone, duże, trójkątnego kształtu. Sterczące ku górze czułki mają człon drugi znacznie krótszy niż u pokrewnego Cretomophron, a człon ostatni skierowany bocznie. Żuwaczki odznaczają się dużym, dwuzębnym retynakulum. Warga dolna ma dłuższy niż u Cretomophron języczek. Tułów jest silnie garbaty, o powiększonych  przedtułowiu i przedpleczu. Odwłok zbudowany jest z dziesięciu segmentów i zaopatrzony w długie urogomfy. Tergity od pierwszego do piątego mają szczecinki rozmieszczone w poprzecznych szeregach. Stadia larwalne oprócz pierwszego charakteryzują się segmentami odwłoka od pierwszego do ósmego zaopatrzonymi w wyraźne, utworzone przez oszczecinione epipleuryty wyrostki boczne.

## Ekologia i występowanie
Owady te zasiedlają pobrzeża wód słodkich i słonych, najczęściej jezior, stawów i bajor. Larwy wykopują w piaszczystym lub gliniastym podłożu norki, w których kryją się za dnia. Nocą opuszczają je by polować na niewielkie bezkręgowce. Osobniki dorosłe dzień spędzają zagrzebane w podłożu lub schowane pod kamieniami. Kryjówki celem polowania opuszczają o zmierzchu. Uciekają z nich także w razie zalania lub wyczucia drgań podłoża.
Przedstawiciele rodzaju występują w całej Nearktyce i Palearktyce, na północ sięgając do koła podbiegunowego. W Palearktyce występuje 11 gatunków. W Europie Środkowej, w tym w Polsce występuje tylko owalnik nadwodny. W krainie etiopskiej znani są z Afryki Południowej i Madagaskaru. W krainie orientalnej sięgają Malezji i Filipin. W krainie neotropikalnej na południe docierają tylko do Gwatemali i Haiti. Brak jest owalników w Ameryce Południowej i Australii.

## Taksonomia

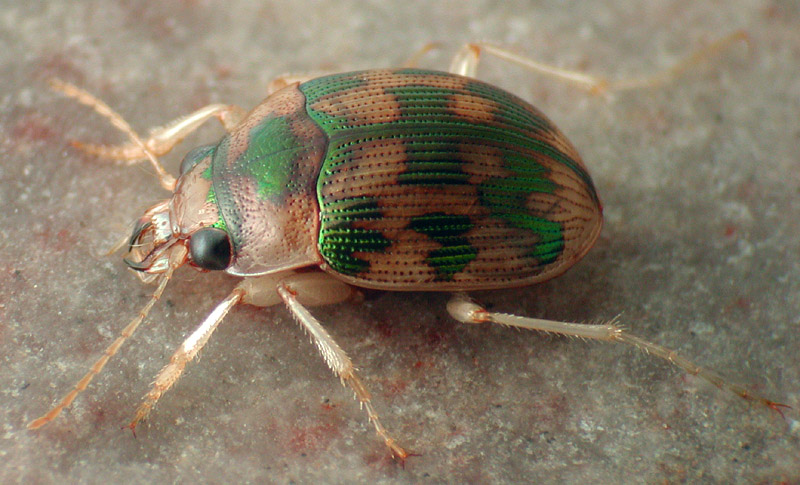
Omophron tessellatum

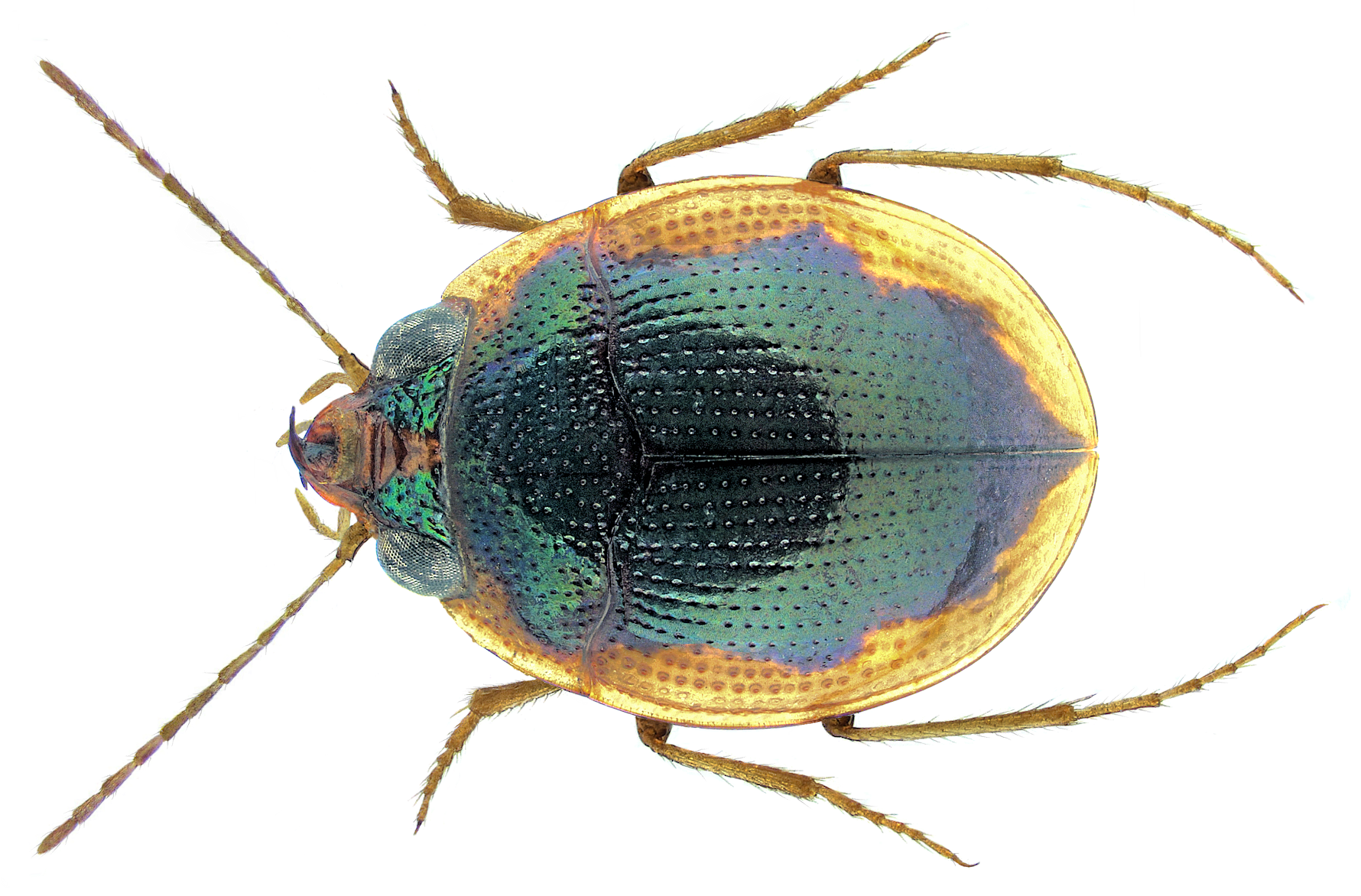
Omophron brettinghamae

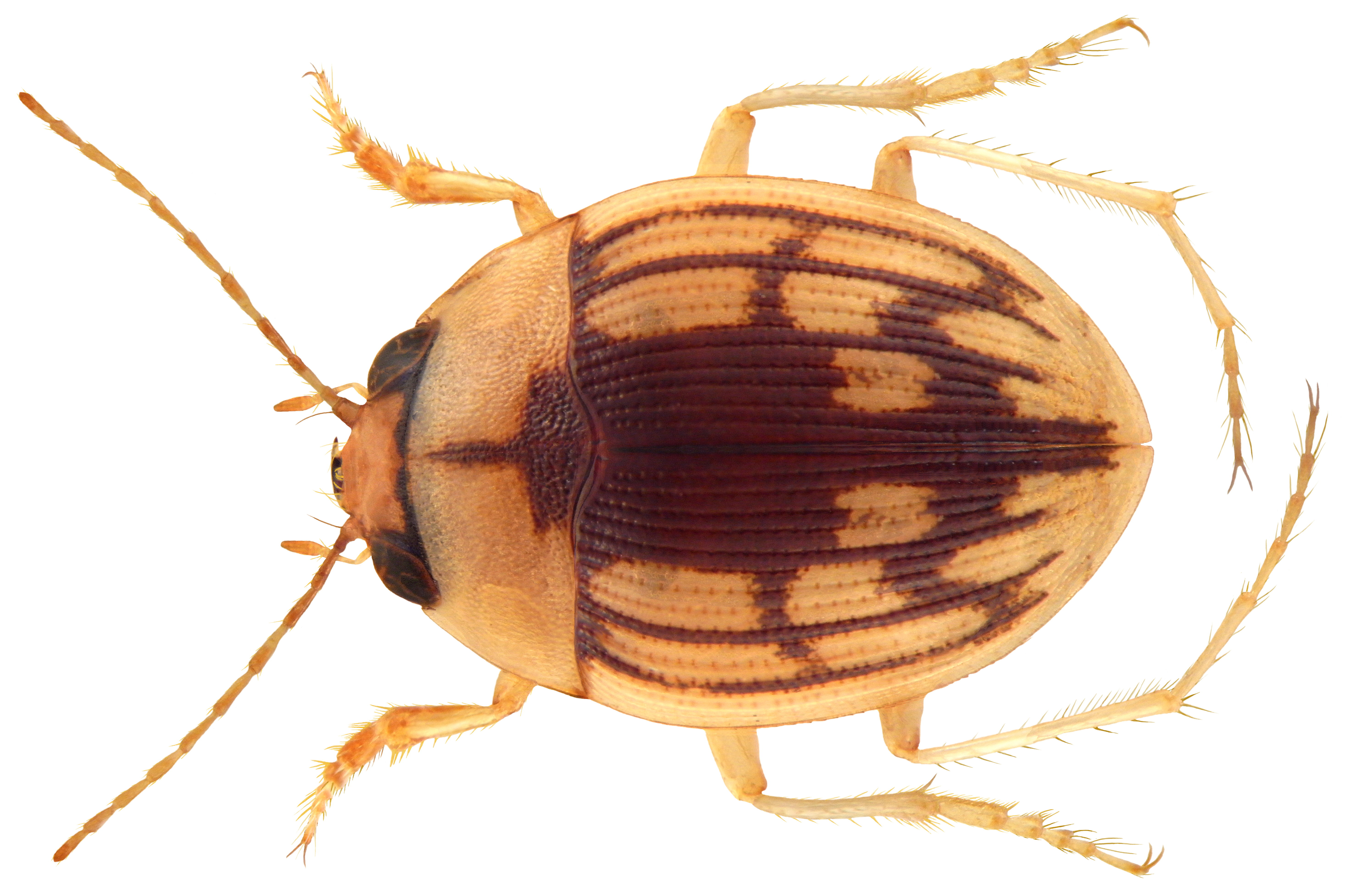
Omophron interruptum

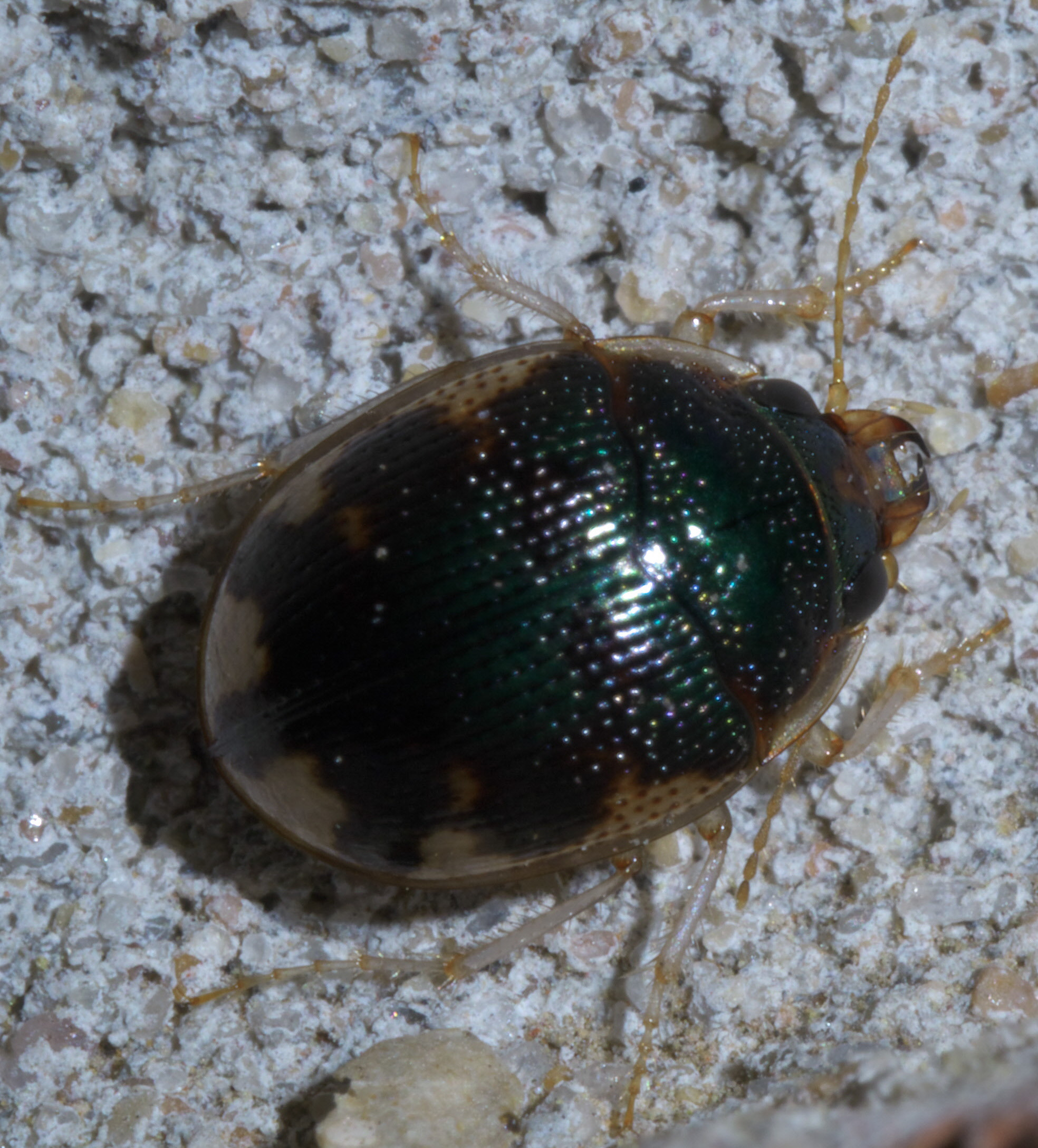
Omophron nitidum

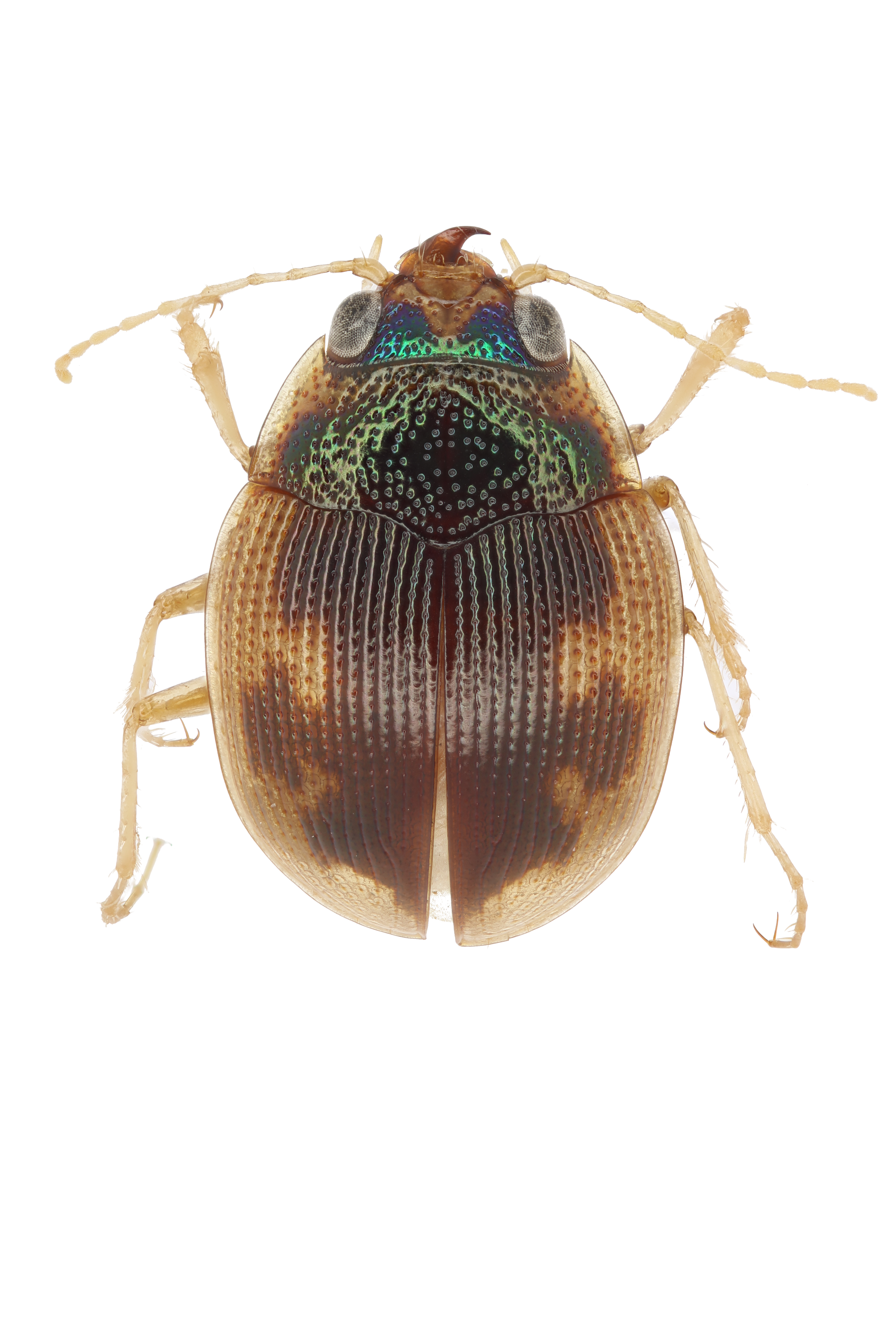
Nieoznaczony okaz z Angoli

Rodzaj ten wprowadzony został po raz pierwszy w 1790 roku przez Johana Christiana Fabriciusa pod nazwą Scolytus. Nazwa ta okazała się jednak być młodszym homonimem, w związku z czym za ważną uznaje się nazwę Omophron wprowadzoną w 1802 roku przez Pierre’a-André Latreille’a. W 1810 roku Latreille wyznaczył Carabus limbatus gatunkiem typowym omawianego rodzaju.
Do rodzaju tego należy ponad 70 opisanych gatunków zgrupowanych w dwóch podrodzajach:
- podrodzaj: Omophron s.str. Latreille, 1802
  - Omophron aequale A. Morawitz, 1863
  - Omophron affine Bänninger, 1918
  - Omophron africanum Rousseau, 1908
  - Omophron amandae Valainis, 2010
  - Omophron americanum Dejean, 1831
  - Omophron axillare Chaudoir, 1868
  - Omophron baenningeri Dupuis, 1912
  - Omophron bicolor Andrewes, 1919
  - Omophron brettinghamae Pascoe, 1860
  - Omophron capense Gory, 1833
  - Omophron capicola Chaudoir, 1868
  - Omophron chelys Andrewes, 1929
  - Omophron clavareauli Rousseau, 1900
  - Omophron dentatum LeConte, 1852
  - Omophron distinctum Bänninger, 1918
  - Omophron gemmeus Andrewes, 1921
  - Omophron gilae LeConte, 1852
  - Omophron gratum Chaudoir, 1868
  - Omophron grossum Casey, 1909
  - Omophron guttatum Chaudoir, 1868
  - Omophron hainanense Tian & Deuve, 2000
  - Omophron interruptum Chaudoir, 1868
  - Omophron labiatum (Fabricius, 1801)
  - Omophron limbatum (Fabricius, 1776) – owalnik nadwodny
  - Omophron lunatum Bänninger, 1918
  - Omophron luzonicum Darlington, 1967
  - Omophron maculosum Chaudoir, 1850
  - Omophron madagascarense Chaudoir, 1850
  - Omophron mexicanum Dupuis, 1912
  - Omophron mimeticum Anichtchenko & Valainis, 2023
  - Omophron minutum Dejean, 1831
  - Omophron muellerae Anichtchenko & Valainis, 2023
  - Omophron nepalense Valainis, 2013
  - Omophron nitidum LeConte, 1848 – Shiny Round Sand Beetle
  - Omophron oberthueri Gestro, 1892
  - Omophron obliteratum G. Horn, 1870
  - Omophron oblonguisculum Chevrolat, 1835
  - Omophron occultum Anichtchenko & Valainis, 2023
  - Omophron ovale G. Horn, 1870
  - Omophron pallidum Anichtchenko & Valainis, 2023
  - Omophron parvum Tian & Deuve, 2000
  - Omophron piceopictum Wrase, 2002
  - Omophron pictum (Wiedemann, 1823)
  - Omophron picturatum Boheman, 1860
  - Omophron porosum Chaudoir, 1868
  - Omophron pseudotestudo Tian & Deuve, 2000
  - Omophron riedeli Emden, 1932
  - Omophron robustum G. Horn, 1870
  - Omophron rotundatum Chaudoir, 1852
  - Omophron saigonense Chaudoir, 1868
  - Omophron schuelei Anichtchenko & Valainis, 2023
  - Omophron secundum Anichtchenko & Valainis, 2023
  - Omophron severini Dupuis, 1911
  - Omophron smaragdum Andrewes, 1921
  - Omophron solidum Casey, 1897
  - Omophron sphaericum Chevrolat, 1835
  - Omophron stictum Andrewes, 1933
  - Omophron striaticeps Gestro, 1888
  - Omophron suturale Guérin-Méneville, 1829
  - Omophron tessellatum Say, 1823
  - Omophron testudo Andrewes, 1919
  - Omophron virens Andrewes, 1929
  - Omophron vittatum (Wiedemann, 1823)
  - Omophron yunnanense Tian & Deuve, 2000
- podrodzaj: Omophron (Phrator) Semenov-Tian-Shanskii, 1922
  - Omophron alluaudi Dupuis, 1913
  - Omophron barsevskisi Valainis, 2011
  - Omophron depressum Klug, 1853
  - Omophron ethiopiense Valanis, 2016
  - Omophron grandidieri (Alluaud, 1899)
  - Omophron multiguttatum Chaudoir, 1850
  - Omophron schoutedeni Delève, 1924
  - Omophron variegatum Olivier, 1811
  - Omophron vittulatum Fairmaire, 1894